# کلوموسایکلین
کلوموسایکلین(به انگلیسی: Clomocycline) یک آنتی‌بیوتیک از دسته تتراسایکلین‌ها است.